# جاي توريس
جاي توريس هو مؤلف كندي، ولد في 1969 في مانيلا في الفلبين.

## وصلات خارجية
- الموقع الرسمي